# Torn (Lisa Ajax-låt)
Torn är en musiksingel som framförs av svenska sångaren Lisa Ajax från 2019. Låten är skriven av Isa Molin. Hon framförde den i den fjärde deltävlingen av Melodifestivalen där hon tog sig direkt till andra chansen. Hon tog sig till final efter vunnit duellen mot Martin Stenmarck. I finalen kom hon på fjärde plats av jurygrupperna och tillsammans med Sveriges poäng kom hon 9:a.  Detta är tredje gången som Lisa Ajax tävlar i Melodifestivalen. Låten handlar om ett brustet hjärta och beskriver en situation Lisa var i då låten presenterades i november 2018.